# Biblioteca i Museu Presidencial Richard Nixon
La Biblioteca i Museu Presidencial Richard Nixon és la biblioteca presidencial i el lloc d'enterrament de Richard Milhous Nixon, el 37è president dels Estats Units (1969–1974), i la seva dona Pat Nixon.
Situada a Yorba Linda, Califòrnia, en uns terrenys que abans va ser propietat de la família del president Nixon, la biblioteca és una de les 13 administrades per la National Archives and Records Administration (NARA). El campus es troba al 18001 Yorba Linda Boulevard a Yorba Linda i incorpora el lloc de naixement de Richard Nixon, un lloc històric nacional on Nixon va néixer el 1913 i va passar la seva infància.
Des de la seva dedicació el 19 de juliol de 1990 fins a l'11 de juliol de 2007, la biblioteca i el museu van ser gestionats per la Fundació privada Richard Nixon i es coneixien com a Biblioteca i lloc de naixement de Richard Nixon. La instal·lació va ser sotmesa a una àmplia renovació el 2016 i ara inclou exposicions de museus multimèdia actualitzades; el complex és gestionat conjuntament per NARA i la Fundació Richard Nixon.

## Antecedents previs a la dedicació
Històricament, tots els papers presidencials es consideraven propietat personal del president. Alguns els van prendre al final dels seus mandats mentre que altres els van destruir. Franklin D. Roosevelt va ser el primer a posar-los a disposició del públic quan els va donar als Arxius Nacionals el 1939, com a Biblioteca i Museu Presidencial Franklin D. Roosevelt, però ho va fer voluntàriament. L'escàndol Watergate i la posterior renúncia de Richard Nixon al càrrec van complicar el tema, però.
El setembre de 1974, Richard Nixon va arribar a un acord amb el cap de l'Administració de Serveis Generals, Arthur F. Sampson, per lliurar la majoria de materials de la seva presidència, incloses les gravacions de cintes que havia fet de converses a la Casa Blanca. Tanmateix, els enregistraments s'havien de destruir després de l'1 de setembre de 1979, si els dirigia Nixon, o abans de l'1 de setembre de 1984, o la seva mort en cas contrari. Alarmat que les cintes de Nixon es poguessin perdre, el Congrés dels Estats Units va abrogar l'Acord Nixon-Sampson aprovant la Llei de Preservació de Materials i Enregistraments Presidencials, que va ser signada pel president Gerald Ford el desembre de 1974. S'aplicava específicament als materials de la presidència de Nixon, i va ordenar a NARA que prengués la propietat dels materials i els processés com més ràpidament millor. Els materials privats havien de ser retornats a Nixon.
Com a resultat de la Llei de Preservació de Materials i Enregistraments Presidencials, els documents i les cintes de la Casa Blanca del president Nixon van ser retinguts pels Arxius Nacionals i, per tant, no es van poder traslladar a una instal·lació a Yorba Linda. El finançament per construir la Biblioteca Nixon provenia de fonts privades. El cost estimat per construir la institució va ser de 25 milions de dòlars. Julie Nixon Eisenhower, la filla petita del president Nixon i la Sra. Nixon, el desembre de 1988.

## Dedicació
La biblioteca i el lloc de naixement originals es van dedicar oficialment el 19 de juliol de 1990. L'expresident Nixon i la primera dama Pat Nixon van estar presents, així com el president George HW Bush, l'expresident Gerald Ford, l'expresident Ronald Reagan i les primeres dames Barbara Bush, Betty Ford i Nancy Reagan. Una multitud de 50.000 persones es va reunir per a la cerimònia. A la dedicatòria, Nixon va dir: "Res del que hem vist maig coincideixi amb aquest moment: ser benvinguts de nou a casa".

## Instal·lacions

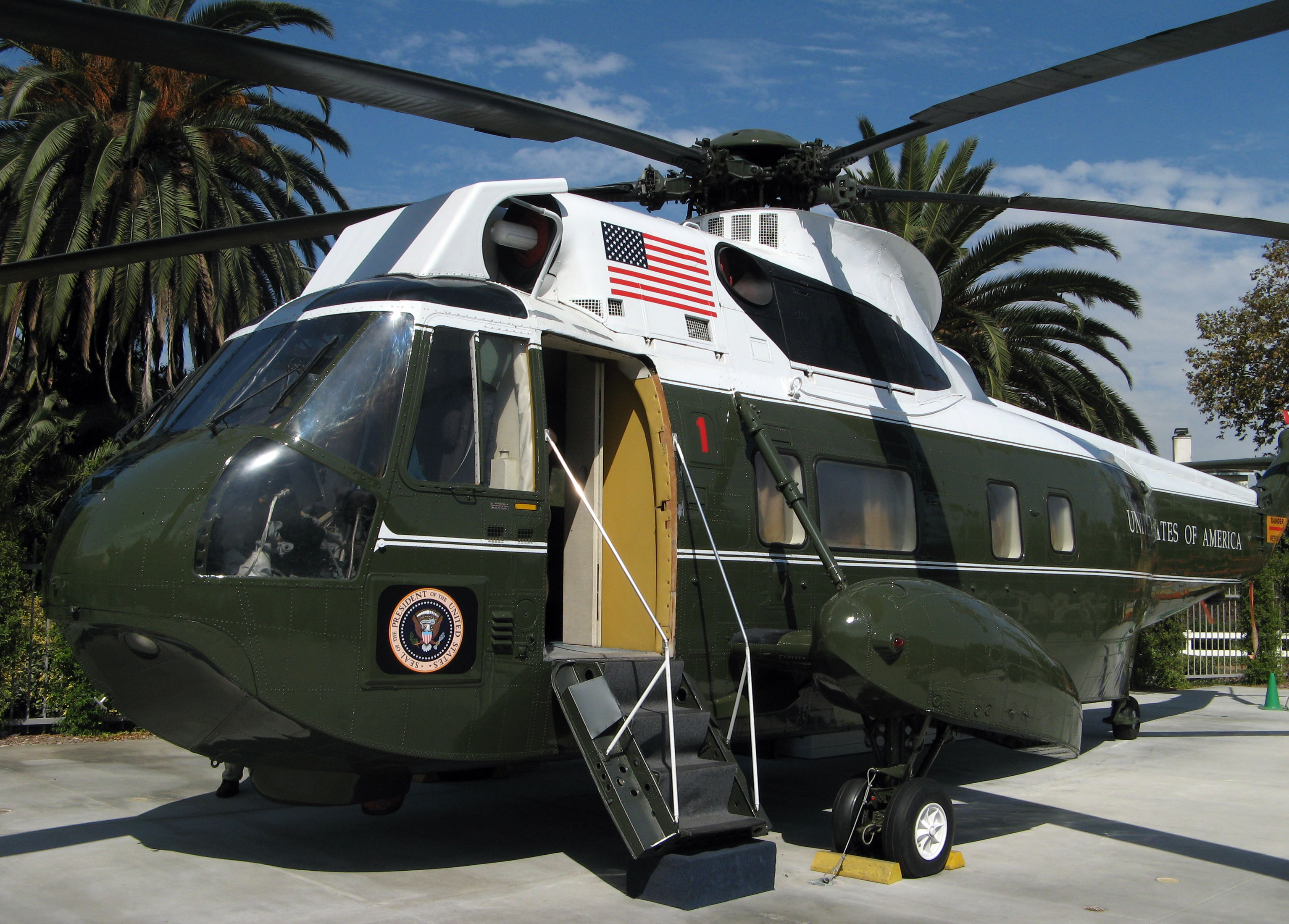
L'helicòpter VH-3A "Sea King" del President està en exposició permanent.

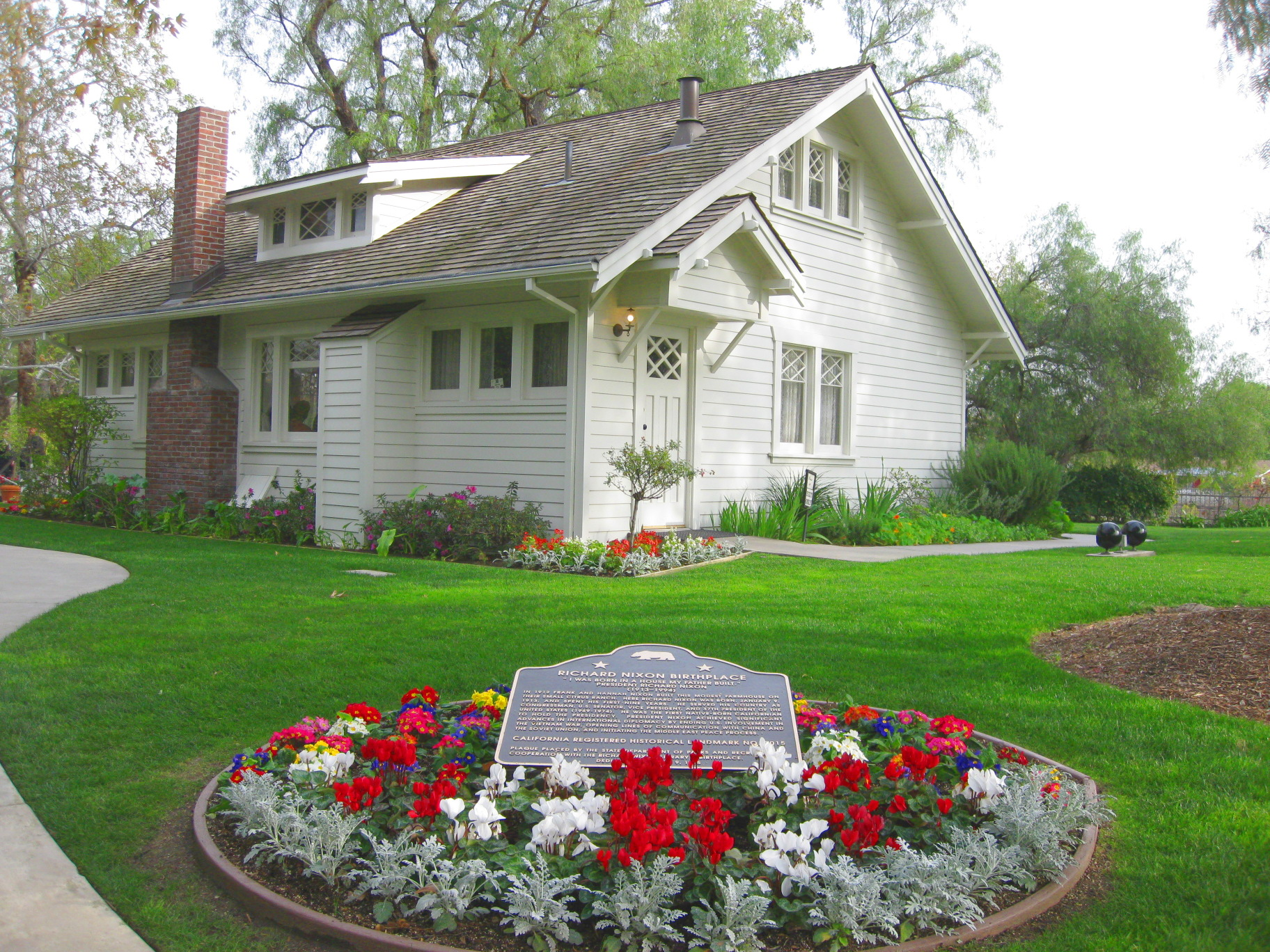
Lloc de naixement de Richard Nixon

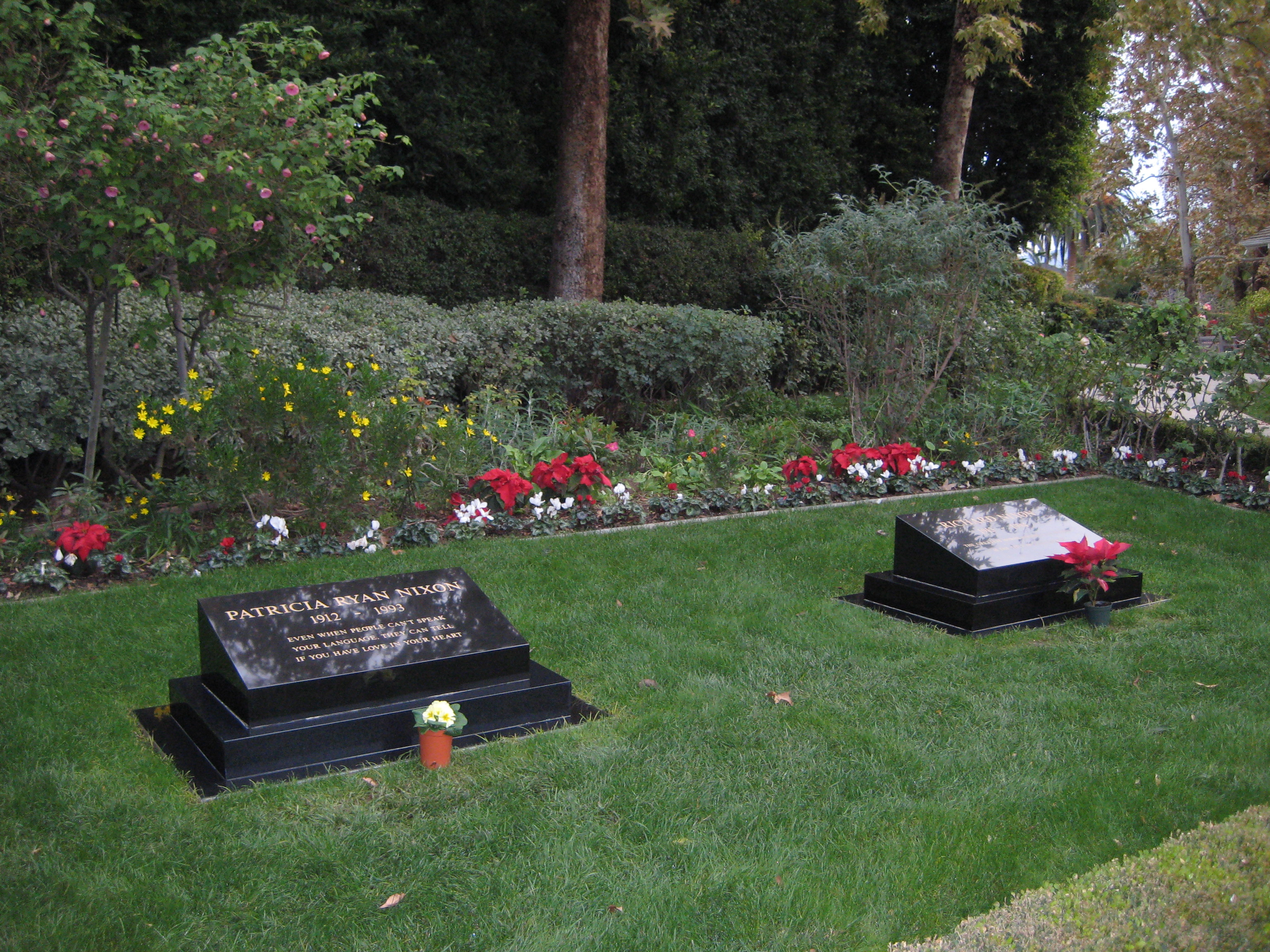
Les tombes del president Richard Nixon i la primera dama Pat Nixon es troben al recinte de la biblioteca.

El museu, situat en uns 4.800 m², ofereix una narració de la vida i la carrera de Nixon. Darrere del museu hi ha el lloc de naixement, que va ser construït pel pare de Nixon amb un kit de construcció d'habitatges i restaurat perquè aparegués com era a la dècada de 1910. El president Nixon i Pat Nixon estan enterrats al terreny, a pocs metres del lloc de naixement.
El recinte de la Biblioteca Nixon també conté el Katharine B. Loker Center i Annenberg Court, una ala de 3.500 m2 construïda l'any 2004, que inclou una sala d'exposicions especial i una rèplica exacta de la Sala Est de la Casa Blanca que s'utilitza com a espai d'esdeveniments; la Fundació Nixon lloga l'East Room per a esdeveniments com casaments i reunions de negocis.

## Museu Presidencial
Hi ha una extensa col·lecció de records, artefactes, roba formal i fotografies dels Nixons i els seus fills. Aquesta col·lecció inclou un assortiment de figures de bronze de líders mundials que van tenir importants relacions amb Nixon com a president o durant el seu servei com a vicepresident sota el president Dwight D. Eisenhower des de 1953 fins a 1961. Els líders s'han recreat amb precisió en bronze lleuger sobre un marc de paper maixé i van vestits amb la seva roba real. La limusina del govern dels Estats Units que va utilitzar el president Nixon durant la seva presidència, un Lincoln Continental personalitzat de 1969, s'exhibeix a la galeria d'afers interns. A 3,7 m, una peça del mur de Berlín s'exhibeix a l'àmplia galeria d'afers exteriors, que també inclou una rèplica d'una modesta casa del mig oest d'on es van originar els soldats nord-americans, estàtues de Nixon i el primer ministre xinès Zhou Enlai i pàgines dl'Tractat de limitació d'armes estratègiques signades per Nixon i el secretari general soviètic Leonid Brezhnev el 1972.
El tinent coronel Gene Boyer, pilot en cap d'helicòpter del president Nixon, va assegurar que l'helicòpter VH-3A " Sea King " del president, número de cua 150617, s'exhibís permanentment al recinte de la biblioteca. L'helicòpter va estar a la flota presidencial des de 1961 fins a 1976, transportant els presidents Kennedy, Johnson, Nixon i Ford, i molts caps d'estat i de govern estrangers. Boyer va portar el president Nixon desenes de vegades a Camp David, per sobre de les piràmides d'Egipte, i en el seu darrer vol des de la Casa Blanca en aquest avió.
Tota la instal·lació va patir una renovació de 15 milions de dòlars el 2016 i es va reobrir el 14 d'octubre d'aquell any amb les aparicions del doctor Henry Kissinger, l'antic governador de Califòrnia Pete Wilson i l'ambaixador xinès als Estats Units Cui Tiankai. El nou museu inclou prop de 70 exposicions, inclosa una rèplica del Despatx Oval del president Nixon. Gran part dels mitjans de comunicació que envolten la reobertura es van referir a les crides del museu a la generació Millennial; USA Today la va anomenar "una experiència d'avantguarda centrada en el vídeo" en la qual "els convidats estan constantment convidats a provar pantalles tàctils o altres pantalles interactives". Els diners es van recaptar íntegrament de fonts privades.

## Operació conjunta amb l'Arxiu Nacional
El gener de 2004, el Congrés dels Estats Units va aprovar una legislació que preveia l'establiment d'una biblioteca presidencial de Nixon administrada a nivell federal. Concretament, la legislació va modificar la Llei de Preservació de Materials i Enregistraments Presidencials de 1974, que ordenava que els materials presidencials de Nixon romanguessin a les instal·lacions de National Archives II a College Park, Maryland. Sota aquesta nova legislació, més de 30.000 regals presidencials, així com milions de registres presidencials es van traslladar de College Park a Yorba Linda.

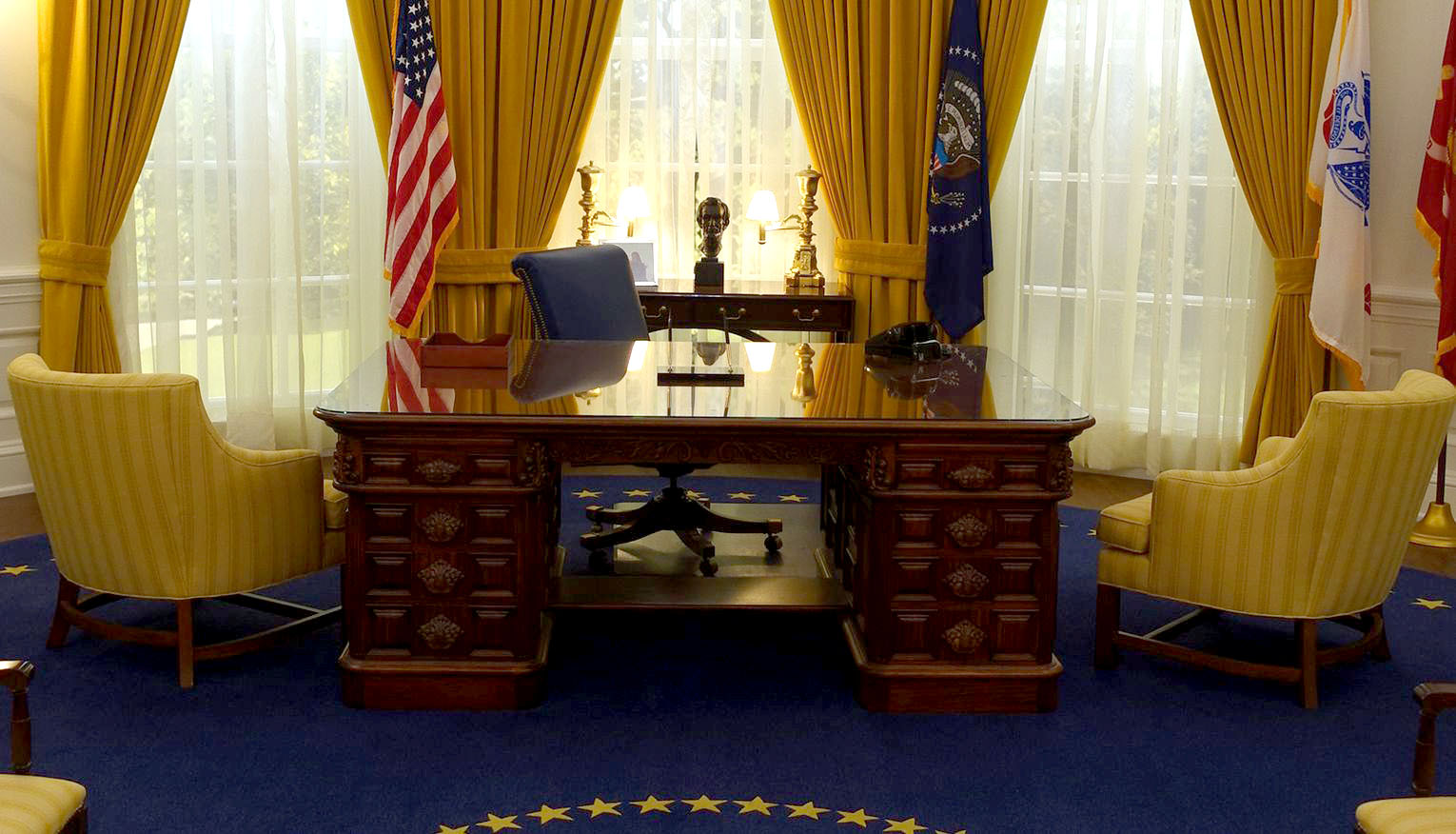
La biblioteca Nixon té una rèplica exacta i a gran escala del Despatx Oval del president Nixon a la qual els convidats poden entrar i interactuar. Es va crear com a part d'una renovació de 15 milions de dòlars de tota la instal·lació el 2016.

El març de 2005, la Fundació Nixon va convidar els Arxius Nacionals a operar conjuntament la Biblioteca Nixon, i l'aleshores Arxiuista dels Estats Units Allen Weinstein va permetre que la Biblioteca Nixon es convertís en la dotzena biblioteca presidencial amb finançament federal, operada i personalitzada per NARA, conjuntament amb la Fundació Nixon. L'abril de 2006, Weinstein va nomenar Timothy Naftali director de les activitats de la Biblioteca NARA. L'11 de juliol de 2007, la Biblioteca i Museu Presidencial Richard Nixon va ser acollida oficialment al sistema de biblioteques presidencials federals.
Abans que els Arxius Nacionals es fessin càrrec de la seva gestió, la Biblioteca Nixon havia estat acusada per diversos mitjans de comunicació d'ignorar la renúncia de Nixon el 1974 amb exposicions "emblanquinades". L'any 2007, els Arxius Nacionals van retirar l'exposició Watergate que havia estat instal·lada durant 17 anys i, després de tres anys d'espai d'exhibició buit, va anunciar que la nova exposició estava programada per obrir-se el juliol de 2010. La Fundació Nixon es va oposar a l'exposició proposada, concretament al procés pel qual es va elaborar l'exposició proposada a causa del fet que la Fundació Nixon no va ser consultada de la mateixa manera que altres fundacions presidencials es troben en situacions similars. La fundació va presentar un memoràndum de 158 pàgines a l'arxiver adjunt de les biblioteques presidencials expressant la seva insatisfacció i NARA va declarar que un comitè revisaria l'objecció però no va donar un termini per a quan aquest procés es conclouria. L'exposició es va inaugurar el 31 de març de 2011.
El novembre de 2011, el director de la biblioteca, Tim Naftali, va renunciar al seu càrrec. Michael Ellzey va ser nomenat director per l'Arxiver dels Estats Units, David Ferriero, el 12 de desembre de 2014. Ellzey va començar oficialment a exercir com a director el 12 de gener de 2015.

## Col·leccions de la biblioteca
Els arxius, que es van obrir el març de 1994 (un mes abans de la mort de Nixon), contenen aproximadament 46 milions de pàgines de registres oficials de la Casa Blanca de l'Administració Nixon. La Biblioteca Nixon ara conté tots els papers presidencials i posteriors al president Nixon.
A partir de 2012, tots els materials presidencials de Nixon processats estan disponibles per a la investigació a la Biblioteca Nixon de Yorba Linda, Califòrnia.